# Royal Institution of Naval Architects
La Royal Institution of Naval Architects (RINA) est une institution professionnelle et un organisme mondial de gouvernance de l'architecture navale et de l'ingénierie maritime. Ses membres travaillent dans l'industrie, le monde universitaire et les organisations maritimes du monde entier, participant à la conception, à la construction, à la réparation et à l'exploitation de navires et de structures maritimes dans plus de 90 pays.
Après avoir été patronnée par la reine Elizabeth II, elle l'est depuis sa mort, par le roi Charles III.

## Histoire
La Royal Institution of Naval Architects est fondée en Grande-Bretagne en 1860 sous le nom d'Institution of Naval Architects et est constituée par charte royale en 1910 et 1960 pour « faire progresser l'art et la science de la conception navale ». 
Les membres fondateurs sont John Scott Russell, Edward Reed, Joseph Woolley (en), Nathaniel Barnaby, Frederick Kynaston Barnes (de), Joseph d'Aguilar Samuda et John Penn. 
Le 9 avril 1919, Blanche Thornycroft, Rachel Mary Parsons et Eily Keary (en) sont les premières femmes admises dans l'institution.

## Membres
- Warington Baden-Powell (1847-1921), membre associé
- David K. Brown (en) (1928–2008)
- Louis de Bussy (1822-1903)
- Peter Du Cane (1901–1984)
- Alfred James Corry (1858-1892)
- Robert Edmund Froude (1846-1924)
- Charles Inglis (1875-1952)
- William Rankine (1820–1872)
- John Scott (1830-1903)
- John Isaac Thornycroft (en) (1843–1928)
- Bernard Waymouth (1824–1890)
- James Wimshurst (1832-1903)
- Eric Yarrow (en) (1920–2018)

## Titulaires de la médaille d'or de la Royal Institution of Naval Architects
- 1895 : David W. Taylor
- 1898 : Alexeï Krylov